# 짐 인호프
제임스 마운틴 인호프(James Mountain Inhofe, 1934년 11월 17일 ~ 2024년 7월 9일)는 미국의 정치인이다.

## 학력
- 털사 대학교 인문사회 학사

## 경력
- 1966.12 ~ 1969.01 제30·31대 오클라호마 제70선거구 하원의원
- 1969.01 ~ 1977.01 제32·33·34·35대 오클라호마 제35선거구 상원의원
- 1975.01 ~ 1976.02 오클라호마 상원 소수당 대표
- 1978.05 ~ 1984.05 제32대 털사 시장
- 1987.01 ~ 1994.11 제100·101·102·103대 미국 오클라호마 제1선거구 연방하원의원
- 1994.11 ~ 2023.01 제103~117대 오클라호마 연방상원의원
- 2003.01 ~ 2007.01 미국 상원 환경위원회 위원장
- 2007.01 ~ 2013.01 미국 상원 환경위원회 간사
- 2013.01 ~ 2015.01 미국 상원 국방위원회 간사
- 2015.01 ~ 2017.01 미국 상원 환경위원회 위원장
- 2018.09 ~ 2021.02 미국 상원 국방위원회 위원장
- 2021.02 ~ 2023.01 미국 상원 국방위원회 간사

## 역대 선거 결과
| 선거명        | 직책명                           | 대수  | 정당   | 득표율 | 득표수    | 결과 | 당락                       |
| ------------- | -------------------------------- | ----- | ------ | ------ | --------- | ---- | -------------------------- |
| 1966년 재선거 | 하원의원 (오클라호마 제28선거구) | 30대  | 공화당 | 0%     | 표        | 1위  | 오클라호마 주의원 당선     |
| 1966년 선거   | 하원의원 (오클라호마 제28선거구) | 31대  | 공화당 | 0%     | 표        | 1위  | 오클라호마 주의원 당선     |
| 1968년 선거   | 상원의원 (오클라호마 제35부)     | 32대  | 공화당 | 0%     | 표        | 1위  | 오클라호마 주의원 당선     |
| 1970년 선거   | 상원의원 (오클라호마 제35부)     | 33대  | 공화당 | 0%     | 표        | 1위  | 오클라호마 주의원 당선     |
| 1972년 선거   | 상원의원 (오클라호마 제35부)     | 34대  | 공화당 | 0%     | 표        | 1위  | 오클라호마 주의원 당선     |
| 1974년 선거   | 상원의원 (오클라호마 제35부)     | 35대  | 공화당 | 0%     | 표        | 1위  | 오클라호마 주의원 당선     |
| 1974년 선거   | 오클라호마 주지사                | 21대  | 공화당 | 36.09% | 290,459표 | 2위  | 낙선                       |
| 1976년 선거   | 하원의원 (오클라호마 제1선거구)  | 95대  | 공화당 | 45.11% | 84,374표  | 2위  | 낙선                       |
| 1978년 선거   | 털사 시장                        | 32대  | 공화당 | 51.05% | 39,236표  | 1위  | 털사 시장 당선             |
| 1980년 선거   | 털사 시장                        | 32대  | 공화당 | 62.02% | 46,772표  | 1위  | 털사 시장 당선             |
| 1982년 선거   | 털사 시장                        | 32대  | 공화당 | 59.29% | 43,463표  | 1위  | 털사 시장 당선             |
| 1984년 선거   | 털사 시장                        | 33대  | 공화당 | 49.52% | 47,526표  | 2위  | 낙선                       |
| 1986년 선거   | 하원의원 (오클라호마 제1선거구)  | 100대 | 공화당 | 54.79% | 78,919표  | 1위  | 오클라호마주 하원의원 당선 |
| 1988년 선거   | 하원의원 (오클라호마 제1선거구)  | 101대 | 공화당 | 52.64% | 103,458표 | 1위  | 오클라호마주 하원의원 당선 |
| 1990년 선거   | 하원의원 (오클라호마 제1선거구)  | 102대 | 공화당 | 55.96% | 75,618표  | 1위  | 오클라호마주 하원의원 당선 |
| 1992년 선거   | 하원의원 (오클라호마 제1선거구)  | 103대 | 공화당 | 52.79% | 119,211표 | 1위  | 오클라호마주 하원의원 당선 |
| 1994년 재선거 | 상원의원 (오클라호마 제2부)      | 103대 | 공화당 | 55.21% | 542,390표 | 1위  | 오클라호마주 상원의원 당선 |
| 1996년 선거   | 상원의원 (오클라호마 제2부)      | 104대 | 공화당 | 56.68% | 670,610표 | 1위  | 오클라호마주 상원의원 당선 |
| 2002년 선거   | 상원의원 (오클라호마 제2부)      | 107대 | 공화당 | 57.30% | 583,579표 | 1위  | 오클라호마주 상원의원 당선 |
| 2008년 선거   | 상원의원 (오클라호마 제2부)      | 110대 | 공화당 | 56.68% | 763,375표 | 1위  | 오클라호마주 상원의원 당선 |
| 2014년 선거   | 상원의원 (오클라호마 제2부)      | 113대 | 공화당 | 68.01% | 558,166표 | 1위  | 오클라호마주 상원의원 당선 |
| 2020년 선거   | 상원의원 (오클라호마 제2부)      | 116대 | 공화당 | 62.91% | 979,140표 | 1위  | 오클라호마주 상원의원 당선 |